# 三斎流
三斎流（さんさいりゅう）は、豊前小倉藩主細川忠興（三斎、細川藤孝（幽斎）の長男）を流祖と仰ぐ武家茶道の一派。三斎の門人である一尾伊織が許しを得て興したので一尾流（いちおりゅう）、三斎流一尾派などとも言われる。現在家元は島根県出雲市にあり庵号を観翠庵、同門組織として九曜会がある。御家流も一尾流の流れを汲む他、細川三斎流と称する流派がある。

## 歴史
細川三斎は利休七哲に数えられるほどの達人であり、家中には門人が多くいた。一尾伊織は幕府御書院番を務めた1000石の旗本で、三斎との経緯はよくわかっていない。しかし始めは三斎の家臣の佐藤将監に茶を学び、後に三斎についたとされ、許しを得て一派を興したという。一尾伊織の門人には稲葉正喬、米津田賢、高木正陳、舟橋希賢などがある。
稲葉正喬は駿河守大番頭を務めた7000石の旗本で、この系譜では荒井一掌が松平不昧と親交が深 く、それにより松江に三斎流がもたらされた。松平不昧は家臣にも三斎流を学ばせたが、不昧自身はさらに石州流を学んで松江藩では現在不昧流と呼ばれる系譜が伝えられることになる。一方で三斎流は松江城鬼門にあたる普門院の住職によって受け継がれ、明治維新後は在家に下り、現在は森山家で伝承している。
米津田賢は久喜藩主米津政武の弟にあたり、分家して4000石の旗本である。この門人に当時美濃加納藩6万5000石の城主安藤信友がいて、御家流として現在まで伝えられている。
舟橋希賢は幕臣で、代々一尾流を伝えて明治に至り、この流れが細川三斎流を称している。

## 歴代
9代観月庵恵海は松江の普門院住職で、これより僧籍により継承。15代橋本庵梅屋からは在家による継承で、18代観翠庵祥山から森山家で世襲。
| 代     | 名           | 生没年月日                     | 備考                                     |
| ------ | ------------ | ------------------------------ | ---------------------------------------- |
| 初     | 細川三斎     | 1563年11月13日 - 1645年12月2日 |                                          |
| 二     | 一尾伊織     | 1599年 - 1689年3月13日         |                                          |
| 三     | 稲葉正喬     | 1647年 - 1714年8月27日         |                                          |
| 四     | 中井祐甫     | 不詳                           | 有隣斎と号す                             |
| 五     | 志村三栄     | 1701年 - 1757年3月3日          | 三休とも。無事庵と号す                   |
| 六     | 荒井一掌     | 1727年 - 1804年8月8日          | 閑市庵と号す                             |
| 七     | 林久嘉       | 1725年 - 1791年9月20日         | 松江藩家臣、一放軒と号す                 |
| 八     | 高井草休     | 1729年 - 1797年11月14日        | 松江藩家臣、閑中庵と号す                 |
| 九     | 観月庵恵海   | 不詳 - 1823年6月26日           | 松江普門院9世住職・観月庵一世            |
| 十     | 無所得庵円龍 | 不詳                           | 松江白潟天満宮境内松林寺住職・観月庵二世 |
| 十一   | 得故庵恵教   | 不詳 - 1843年10月3日           | 安来清水寺蓮乗院住職・観月庵三世         |
| 十二   | 制心庵真浄   | 不詳 - 1871年10月7日           | 安来清水寺蓮乗院住職・観月庵四世         |
| 十三   | 花月庵教好   | 不詳 - 1875年8月31日           | 安来清水寺蓮乗院住職・観月庵五世         |
| 十四   | 新々庵得忍   | 不詳 - 1893年12月18日          | 僧名・叡俊。松江普門院住職・観月庵六世   |
| 十五   | 橋本庵梅屋   | 不詳 - 1913年3月30日           | 久保田松次郎・観月庵七世                 |
| 十六   | 栖翠庵宗七   | 1846年9月15日- 1917年1月10日   | 木村宗七・観月庵八世                     |
| 十七   | 朗庵宗世     | 1850年 - 1936年2月5日          | 渡辺久治郎・観月庵九世                   |
| 十八   | 観翠庵祥山   | 1905年 - 不詳                  | 森山久太郎・観翠庵初代                   |
| 十九   | 祥峰宗瑞     | 1935年 - 1994年                | 森山佳朋・観翠庵二代                     |
| 二十   | 観翠宗育     | 不詳 -                         | 森山育子・19代宗瑞夫人・観翠庵三代       |
| 二十一 | 斗南宗浦     | 1977年 -                       | 当代・観翠庵四代                         |